# Margaret Harrison (Violinistin)

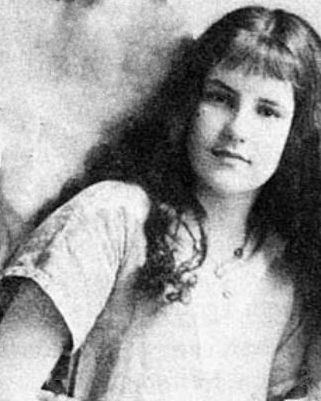
Margaret Harrison, 1914

Margaret Harrison (* 20. April 1899 in London; † 24. Dezember 1995) war eine britische Violinistin.
Margaret Harrison war die jüngste der Geschwister Harrison, die zu den leitenden Figuren der englischen Musikszene in der ersten Hälfte des 20. Jahrhunderts gehörten: Beatrice als Cellistin, May ebenfalls als Violinistin und Monica als Sängerin. Margaret trat 1904 in das Royal College of Music ein und war damit die jüngste Schülerin, die dort je aufgenommen wurde. Sie war Schülerin des Sarasate-Schülers Achille Rivarde. 1908 begleitete sie ihre Schwester May nach Sankt Petersburg, wo sie ihre Ausbildung bei dem Assistenten Leopold Auers, Nalbandrian, fortsetzte.
1918 hatte sie ihr professionelles Debüt in der Wigmore Hall. In den zwanziger Jahren trat sie als Solistin auf, so 1925 unter Henry Wood bei den legendären Proms. Daneben assistierte sie ihren Schwestern Beatrice und May bei der Erarbeitung des Doppelkonzertes von Frederick Delius. Später führte sie auch dessen Violinkonzert und seine Violinsonaten auf. Sie spielte zahlreiche Aufnahmen, teils solo, teils mit ihren Schwestern ein. Seit den dreißiger Jahren trat sie überwiegend gemeinsam mit Beatrice auf. Gemeinsam mit dieser zog sie sich 1958 vom öffentlichen Konzertbetrieb zurück.
Über fünfzig Jahre lang machte sie sich daneben einen Namen als Züchterin von Irish Wolfhounds. Über Jahre hin stammten die Regimentsmaskottchen der Irish Guards aus ihrer Zucht.
Als 1985 postum die Autobiographie ihrer Schwester Beatrice erschien, kehrte sie mit zahlreichen Interviews über ihre Familie in die Öffentlichkeit zurück. Sie gab Meisterkurse für junge Violinisten und Cellisten und gründete die Harrison Sisters' Players recital group und den Harrison Sisters' Trust zur Erhaltung des Nachlasses der Familie.